# لیند (مینه‌سوتا)
لیند، مینه‌سوتا (به انگلیسی: Lynd, Minnesota) یک شهر در ایالات متحده آمریکا است که در شهرستان لیون واقع شده‌است.

## خصوصیات
لیند ۳٫۰۸ کیلومترمربع مساحت و ۴۴۸ نفر جمعیت دارد و ۴۰۲ متر بالاتر از سطح دریا واقع شده‌است.